# Richard Rebmann
Richard Rebmann (* 20. Mai 1958 in Tübingen) ist ein deutscher Verleger und war bis zu seinem Eintritt in den Ruhestand Ende Juni 2018 Vorsitzender der Geschäftsführung der Südwestdeutschen Medien Holding GmbH (SWMH).

## Leben und Wirken
Nach seinem Abitur und Wehrdienst studierte er ab 1979 Rechtswissenschaften in Heidelberg. 1984 absolvierte er die Erste Juristische Staatsprüfung und im Anschluss an ein Referendariat im Oberlandesgerichtsbezirk Stuttgart absolvierte er 1987 die Zweite Juristische Staatsprüfung mit anschließender Promotion zur Revisibilität von Verstößen gegen Denk- und Erfahrungssätze im Strafprozess. Bis 1988 arbeitete er als Assistent der Geschäftsführung beim Mannheimer Morgen. 1989 wechselte er ins Familienunternehmen, die Unternehmensgruppe Schwarzwälder Bote GmbH & Co. KG nach Oberndorf am Neckar und zeichnet anfangs für die Bereiche Personal, Recht und Redaktion verantwortlich. 1991 folgte der Eintritt in die Geschäftsführung, die er dann ab 1993 allein verantwortete.
Seit 1993 war er maßgeblich daran beteiligt, die Unternehmensgruppe des Schwarzwälder Boten zu einem Medienunternehmen auszubauen. Dazu erwarb die Unternehmensgruppe Beteiligungen an regionalen Zeitungen, wie z. B. Die Oberbadische (Lörrach) und die Lahrer Zeitung und erweiterte das Geschäftsspektrum um Haushaltsdirektwerbung, Multimedia- und Internetdienstleistungen, Callcenter-Aktivitäten, den Ausbau des Druckzentrums Südwest und Gebäude- und Grundstücksservices.
Ende 2007 brachte die Familienholding Schwarzwälder Bote GmbH & Co. KG ihre Beteiligung an der Schwarzwälder Bote Mediengesellschaft mbH (SMB) in die neu gegründete Zwischenholding Medienholding Süd GmbH (Sitz in Stuttgart) ein, eine Tochter der SWMH. Gleichzeitig wurde Richard Rebmann am 1. Januar 2008 zum alleinigen Geschäftsführer der neuen Zwischenholding der SWMH, der Stuttgarter Zeitung und der Stuttgarter Nachrichten sowie weiterer Gesellschaften berufen.
Seit 2012 wird die SWMH als Doppelspitze geführt, Rebmann war Vorsitzender der Geschäftsführung.
Neben seinen unternehmerischen Aktivitäten war Rebmann von 1990 bis 1996 im Vorstand des Verbandes Druck und Medien in Baden-Württemberg. Seit 1993 ist er im Bundesverband Deutscher Zeitungsverleger (BDZV) aktiv. Von 1995 bis 2012 führte er den Vorsitz der dortigen „Arbeitsgruppe Elektronisch Publizieren/Multimedia“. Daraus entstand der seit 17 Jahren etablierte Kongress Zeitung Digital deren Veranstalter die BDZV und WAN-IFRA sind. 1998 wurde Rebmann auch BDZV-Vizepräsident. Darüber hinaus hat er zahlreiche Verwaltungsrats- und Aufsichtsratsmandate bei verschiedenen Tageszeitungsverlagen inne und ist seit 1994 Mitglied im Rotary Club Freudenstadt.

## Privates
Richard Rebmann ist verheiratet und hat zwei Kinder (* 1993, 1995).